# Selles-Saint-Denis

Selles-Saint-Denis este o comună în departamentul Loir-et-Cher, Franța. În 1 ianuarie 2022 avea o populație de 1.340 de locuitori.